# Жофроа II Анжујски
Жофруа II д'Анжу, Џефри II д'Анжу или Гијом II д'Анжу позанат као Мартел (Чекић) (14. октобар 1006 -14. новембра 1060), био је гроф Анжуа (1040—1060), Вендома (под именом Жофруа I д'Вендом) (1032-1056) и Тура (1044—1060). Био је син анжујског грофа Фулка III Нерија и Хилдегарде. Жофруа је био најуспешнији анжујски гроф, пошто је у својом поседу имао провинције: Анжу, источни део Турина, Вендом, Сентонж, Луден и део Берија. Био је непринципијелан, прилично груб, физички јак, окрутан, врло амбициозан, један од ретких образованих људи тог времена, али лош дипломата.

## Жофруа као гроф Вендома
Године 1032. Фулк од Вендома се побунио против своје мајке Аделе од Вендома, зато што је Адела после смрти свог најстаријег сина Бушара поделила грофивију са својим сином, а није му дала целу грофивију. Међутим, Адела је абдицирала у свом делу Вендомске грофивије у корист свог полубрата Жофруе. Године 1056. Фулк Вендомски је освојио део Вендома у коме је Жофруа владао.

## Први рат против Аквитанијског војводства
Жофруа је 1032. године склопио брак са Агнесом од Бургундије удовицом аквитанијског војводе Вилијама V Великог. Мартел је освојио Сентонж. Жофруа је тако постао врховни господар доњег Пуатуа, али тим крајем је и даље владао војвода Аквитаније. Вилијам VI Дебели, нови аквитанијски војвода је заробљен од стране Жофруе у бици код Монконтура 20. септембра 1034. године. Вилијам се тек почетком 1037. године ослободио из заточеништва предајом градова Бордоа и Сента. Одмах после повратка из заточеништва поново је објавио рат Мартелу, али после је поражен и морао је да преда острво Олерон. Почетком 1039. године Одо од Гаскоње, нови аквитанијски војвода је објавио рат Жофруи и погинуо је 10. марта 1039. године у бици код Мозеа. Жофруа је владао Поатјеом док Агнес није умрла 1052. године.

## Долазак на власт у Анжују и рат против грофова од Блуа
Године 1040. умро је Жофруин отац дотадашњи анжујски гроф Фулк Нери и Жофруа је тако постао господар и Анжуја. Француски краљ Анри I Капет је дао Жофруи источни део Турина. Гроф од Блоа је био љубоморан на Жофруине успехе, па му је објавио рат и у бици код Сен-Мартина-ле-Боа 1044. године Мартел је однео победу. У новој бици Теобалд је заробљен и да би се ослободио морао је да да Мартелу цео данашњи департман Ендр и Лоара са градом Туром. Грофови од Блоа никада више нису повратили те области. Анри је био уплашен због Жофруине толике мићи да му је забранио да предузима било какву политичку акцију или кампању.

## Рат против бискупа Ле Мана
У грофивији Мен су избијале побуне Анжујских вазала, а највећи побуњеник је био моћни бискуп Ле Мана Жерве де Шато ди Лоар, из побуњеничке породице Билим. Жофроа је 1047. године напао Шато ди Лоар, спалио је већи део замка и заробио Жервеа, али остатак замка није могао освојити. Жерве се ослободио тек 1054. године, када је Жофрои дао остатке Шато ди Лоаре. Ово Жофроино ратовање довело је до погоршавања односа са папом Лавом IX (папа 1049-1054), али и са француским краљем, који је 1049. године чак предузео кампању против Жофрое и опсео је Жофроин град Сент-Мор. Папа је међутим екскомуницирао Жофроу.

## Рат против Вилијама Нормандијског
Када је 26. марта 1051. године умро гроф Мена, Иго IV, Жофроа је освојио грофивију Мен и освојио градове Алансон и Домгрон. Што је изазвало сукоб са нормандијским војводом Вилијамом. Вилијам и Анри су опсели анжујску тврђаву Мулијерн и до краја године освојили су градове Алансон и Домгрон. 1052. године дошло је до Рата између француског краља Анрија и Вилијама, тада је Жофроа склопио савез са Анријем против Вилијама и 1057. године освојили су Нанат, али у нападу на Нормандију следеће године су поражени.

## Други рат против Аквитанијског војводства и смрт
Жофроа је када је Агнес умрла изгубио Поатје, али је освојио Гаскоњу, па је нови војвода Аквитаније, Вилијам VII Одважни опсео Жофруин град Саумур 1058. године, где је у лето умро од дизентерије. Жофруа је умро 14. новембра 1060. године, а покопан је у монашкој цркви Светог Николе у Анжеу.

## Бракови
Жофроа се женио три пута: први пут са Агнесом Бургундијском, удовицом аквитанијског војводе Вилијама V Великог 1032. године, други пут је оженио Грејс, удовицу господара Мотреле-Билеа 1052. године (после Агнесине смрти), а трећи пут Аделом, немачком принцезом 1060. године (после Грејсине смрти), која га је надживела. Жофруа је имао и неколико љубавница, али није није имао деце.

## Породично стабло
| \| \| \| \| \| 2. Фулк III Анжујски \| \| \| \| \| \| \| \| \| \| \| \| \| \| \| \| \| \| \| \| \| \| \| \| \| \| \| \| \| \| \| \| \| 1. Жофроа II Анжујски \| \| \| \| \| \| \| \| \| \| \| \| \| \| \| \| \| \| \| \| \| \| \| \| \| \| \| \| \| \| \| \| \| \| \| \| 3. Хилдегарда, анжујска грофица \| \| \| \| \| \| \| \| \| \| \| \| \| \| \| \| \| \| \| \| \| \| \| \| \| |                                 |  |  |                      |  |  |  |
| |                                 |  |  | 2. Фулк III Анжујски |  |  |  |
| |                                 |  |  |                      |  |  |  |
| |                                 |  |  |                      |  |  |  |
| |                                 |  |  |                      |  |  |  |
| | 1. Жофроа II Анжујски           |  |  |                      |  |  |  |
| |                                 |  |  |                      |  |  |  |
| |                                 |  |  |                      |  |  |  |
| |                                 |  |  |                      |  |  |  |
| | 3. Хилдегарда, анжујска грофица |  |  |                      |  |  |  |
| |                                 |  |  |                      |  |  |  |
| |                                 |  |  |                      |  |  |  |